# 너의 목소리가 들려 (2002년 드라마)
《너의 목소리가 들려》는 KBS 2TV에서 2002년 10월 6일에 방영된 드라마시티이다.

## 등장 인물
- 이기영
- 임경옥
- 최용민